# SQL injection
SQL injection (z ang.) – metoda cyberataku wykorzystująca lukę w zabezpieczeniach aplikacji polegającą na nieodpowiednim filtrowaniu lub niedostatecznym typowaniu danych użytkownika, które to dane są później wykorzystywane przy wykonaniu zapytań (SQL) do bazy danych. Podatne są na nią wszystkie systemy przyjmujące dane od użytkownika i dynamicznie generujące zapytania do bazy danych.

## Formy atakuSQL Injection

### Niedostateczne filtrowanie danych
Ten typ ataków opiera się na nieodpowiednim filtrowaniu znaków ucieczki z danych wejściowych, co pozwala m.in. na modyfikację zapytania niezgodnie z intencją programisty albo nawet przekazanie dodatkowych zapytań niszczących dane.

#### Modyfikowanie zapytań
Poniższy kod prezentuje ten problem (PHP):
```
 
$q
 
=
 
mysql_query
(
"SELECT * FROM uzytkownicy WHERE uzytkownik = '
$uzytkownik
'"
);

```

Gdy użytkownik przekaże jako $uzytkownik wartość „kowalski”, całe zapytanie przyjmie postać:
```
 
SELECT
 
*
 
FROM
 
uzytkownicy
 
WHERE
 
uzytkownik
 
=
 
'kowalski'

```

i będzie spełniało swoją funkcję. Jednak gdy złośliwy użytkownik przekaże wartość „x' OR '1'='1”, to całe zapytanie będzie wyglądało:
```
 
SELECT
 
*
 
FROM
 
uzytkownicy
 
WHERE
 
uzytkownik
 
=
 
'x'
 
OR
 
'1'
=
'1'

```

przez co pobierze z bazy danych wszystkie rekordy zamiast jednego wybranego.

#### Przekazywanie dodatkowych zapytań
Teoretycznie w ten sposób można przekazać każde zapytanie SQL, włącznie z wykonaniem kilku zapytań naraz. Jeżeli w powyższym przykładzie użytkownik przekaże „x'; DROP TABLE uzytkownicy; SELECT '1”, to całe zapytanie przybierze postać:
```
 
SELECT
 
*
 
FROM
 
uzytkownicy
 
WHERE
 
uzytkownik
 
=
 
'x'
;
 
DROP
 
TABLE
 
uzytkownicy
;
 
SELECT
 
'1'

```

co zaowocuje usunięciem tabeli „uzytkownicy”.

#### Blokowanie serwera
Korzystając z ataku typu SQL Injection, można również przeprowadzić atak typu DoS (odmowy usługi):
```
 
x
' AND BENCHMARK(999999,BENCHMARK(999999,BENCHMARK(999999,MD5(NOW()))))=0 OR '
1
'='
1

```

W tym przypadku serwer spróbuje obliczyć skrót MD5 dla aktualnego czasu 999 9993 = 999 997 000 002 999 999 (w zaokrągleniu trylion) razy.

#### „Ślepy” atak
O „ślepym” ataku (ang. Blind SQL Injection) mówi się w przypadku wykonywania ataku typu SQL Injection na stronie, która nie wyświetla komunikatów błędów. W tym przypadku badać można zmiany na stronie, przykładowo:
```
 
SELECT
 
*
 
FROM
 
uzytkownicy
 
WHERE
 
uzytkownik
=
'x'
 
AND
 
1
=
2
;

```

Powyższe zapytanie powinno nic nie zwrócić. Inaczej w przypadku wykonania poniższego zapytania:
```
 
SELECT
 
*
 
FROM
 
uzytkownicy
 
WHERE
 
uzytkownik
=
'x'
 
OR
 
1
=
1
;

```

Powyższe zapytanie powinno zawsze zwrócić jakikolwiek wynik, bowiem 1 jest równe 1. Badając zmiany zachodzące na stronie, można stwierdzić, czy w danym miejscu można dokonać ataku.

### Błędy w serwerze SQL
Czasami błędy umożliwiające atak występują w samym serwerze SQL, jak było w przypadku funkcji real_escape_chars() z MySQL.

## Zabezpieczanie przed atakiem

### Zabezpieczanie na poziomie aplikacji
Podstawowym sposobem zabezpieczania przed SQL injection jest niedopuszczenie do nieuprawnionej zmiany wykonywanego zapytania.
W PHP można to zrobić, poprzez wykonanie na każdym tekstowym parametrze wykorzystywanym do budowy zapytania wbudowanej funkcji addslashes(), która dodaje backslash przed znakami, takimi jak ', " czy \, dzięki czemu znaki te nie są traktowane jak znaki specjalne. Dostępne są również funkcje specyficzne dla poszczególnych silników, takie jak np. oferowana przez serwer MySQL mysql_real_escape_string(). Jeśli wczytując dane z formularza, programista oczekuje wartości liczbowych, może korzystać z funkcji is_numeric(zmienna), która sprawdza czy zmienna jest wartością numeryczną. Po sprawdzeniu zmiennej i upewnieniu się, iż jest liczbą, można bezpiecznie użyć zmiennej w zapytaniu SQL.
Analogicznie do addslashes(), w perlowym DBI istnieje metoda DBI::quote, która, podobnie jak addslashes() z PHP dodaje znaki backslash przed potencjalnie niebezpiecznymi znakami. Przykład (zakładając, że $sql jest referencją do obiektu DBI):
```
 
$query
 
=
 
$sql
->
prepare
(
"SELECT * FROM uzytkownicy where name = "
 
.
 
$sql
->
quote
(
$uzytkownik
));

```

Bezpieczniejszą techniką, niż wyżej wymienione odpowiednie przygotowanie parametrów, jest użycie mechanizmu tzw. „zaślepek”, gdzie zmienne nie są używane bezpośrednio do tworzenia zapytania, a odpowiednie dane dołączane są do zapytania w momencie jego wykonania (czy to poprzez wykorzystanie API danego silnika, czy też w ramach warstwy aplikacji poprzez odpowiednie zacytowanie wszystkich parametrów). Przykład w Perl DBI:
```
 
$query
 
=
 
$sql
->
prepare
(
"SELECT * FROM users WHERE name = ?"
);

 
$query
->
execute
(
$user_name
);

```

Jeżeli parametr zapytania ma być wartością liczbową, można go po prostu rzutować na typ liczbowy lub użyć funkcji konwertujących z ciągu znaków na wartość liczbową:
```
$id
 
=
 
intval
(
$_GET
[
'id'
]);

```

Techniką utrudniającą wykorzystanie istniejących luk jest zastosowanie paradygmatu security through obscurity poprzez wyłączenie wyświetlania komunikatów o błędach. Nie uniemożliwi to ataku, lecz może spowodować, że trudniejsze będzie wykrycie i późniejsze wykorzystanie luki.

### Zabezpieczenie na poziomie bazy danych
Istnieją również metody zabezpieczenia przed skutkami wykonania błędnych zapytań, które mimo wszystko dostaną się do bazy.
Udostępnienie użytkownikowi bazy tylko niezbędnych uprawnień nie da całkowitej ochrony, jednak pozwoli na minimalizację szkód. Przykładowo – niewiele aplikacji potrzebuje uprawnienia do kasowania tabel z bazy danych. Podobny efekt – czyli zmniejszenie możliwości atakującego – uzyskać można wyłączając niepotrzebną funkcjonalność na poziomie samego silnika.
Pomocą mogą służyć również procedury składowane, dzięki którym zapytanie budowane jest po stronie bazy danych i aplikacja nie ma bezpośredniego wpływu na jego postać, chociaż i w tym przypadku skonstruowanie ataku nie jest niemożliwe.
Eliminację możliwości wstrzyknięcia kodu SQL, można uzyskać poprzez całkowite wyłączenie możliwości podawania parametrów jako części zapytania. Jest to działanie analogiczne do mechanizmu zaślepek po stronie aplikacji, jednak tym razem zastosowane w samym silniku. Nie jest to jednak ogólnie dostępna cecha systemów zarządzania bazami. Możliwość taką daje silnik H2.

### Zabezpieczanie na poziomie serwera aplikacji/www
Możliwa jest instalacja dodatkowych modułów do serwera warstwy aplikacyjnej (np. mod_security do serwera Apache) filtrujących według zdefiniowanych reguł przychodzące żądania i blokujących te potencjalnie groźne. Reguły pozwalają na wychwycenie typowych uniwersalnych ataków lub znanych luk w popularnych aplikacjach. Wadą rozwiązania jest możliwość zablokowania także pożądanych wywołań (np. w aplikacji do zarządzania bazą danych).